# Rosella Postorino
Rosella Postorino (Reggio Calabria, 1978) és una escriptora italiana. El 2013 va guanyar el Premi Internacional Città di Penne i el 2018 va guanyar el Premi Rapallo Carige i el Premi Campiello.

## Romances
- La stanza di sopra, Vicenza, Neri Pozza, 2007 ISBN 978-88-545-0165-2
- L'estate che perdemmo Dio, Turin, Einaudi, 2009 ISBN 978-88-06-19625-7
- Il corpo docile, Turino, Einaudi, 2013 ISBN 978-88-06-19664-6
- Le assaggiatrici, Milan, Feltrinelli, 2018 ISBN 978-88-07-03269-1

## Reportatges
- Il mare in salita, Rome - Bari, GLF editori Laterza, 2011 ISBN 978-88-420-9682-5

## Traduccions
- Moderato cantabile of Marguerite Duras, Trieste, Nonostante, 2013 ISBN 978-88-98112-01-2
- Testi segreti di Marguerite Duras, Trieste, Nonostante, 2015 ISBN 978-88-98112-05-0